# Гайхельгайм
Гайхельгайм (нім. Heichelheim) — громада в Німеччині, розташована в землі Тюрингія. Входить до складу району Ваймарер-Ланд. Складова частина об'єднання громад Нордкрайс-Ваймар.
Площа — 3,53 км2. Населення становить Невірний параметр metadata 16 071 028 ос. (станом на 31 грудня 2021).

## Галерея

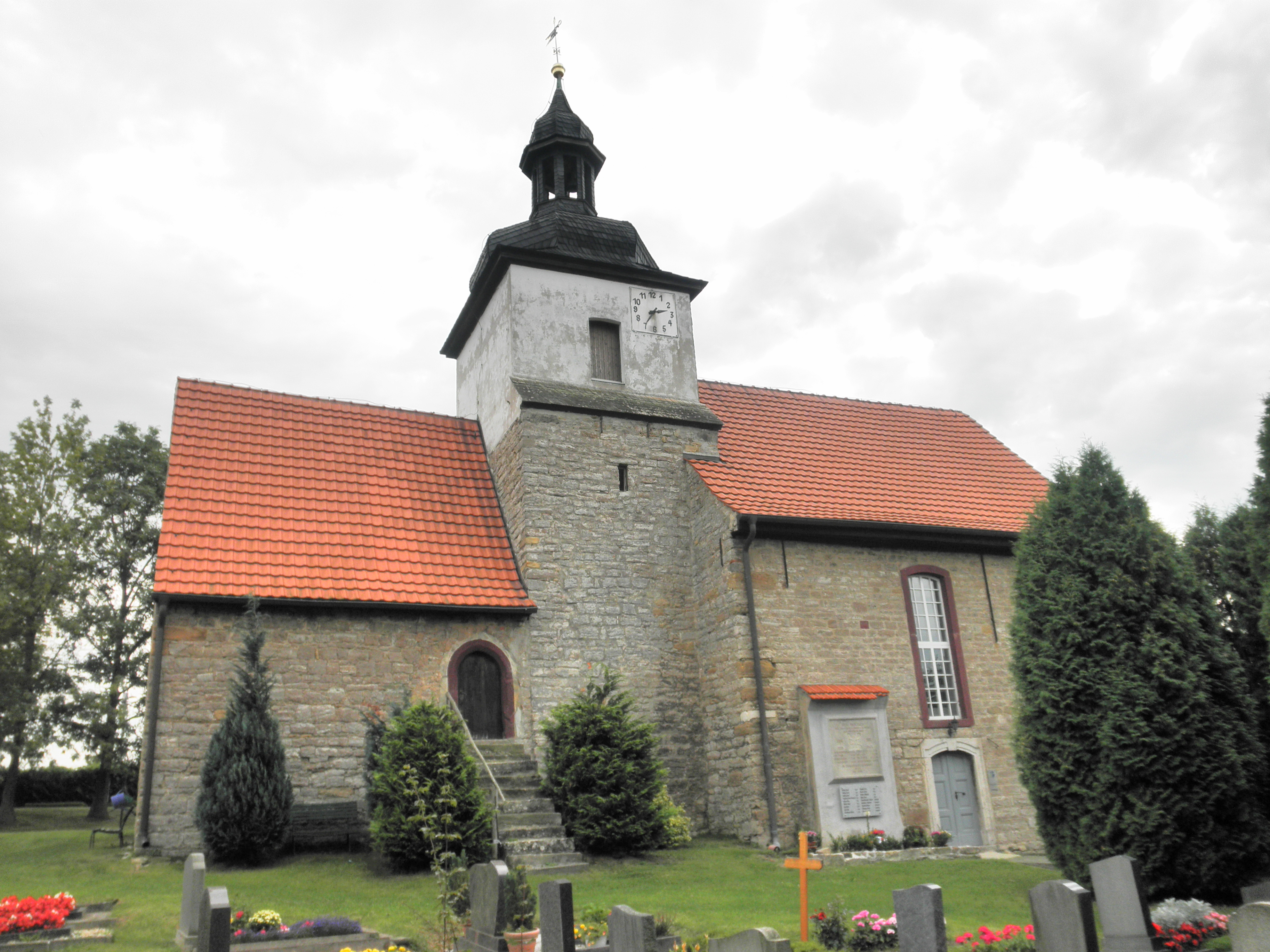
links
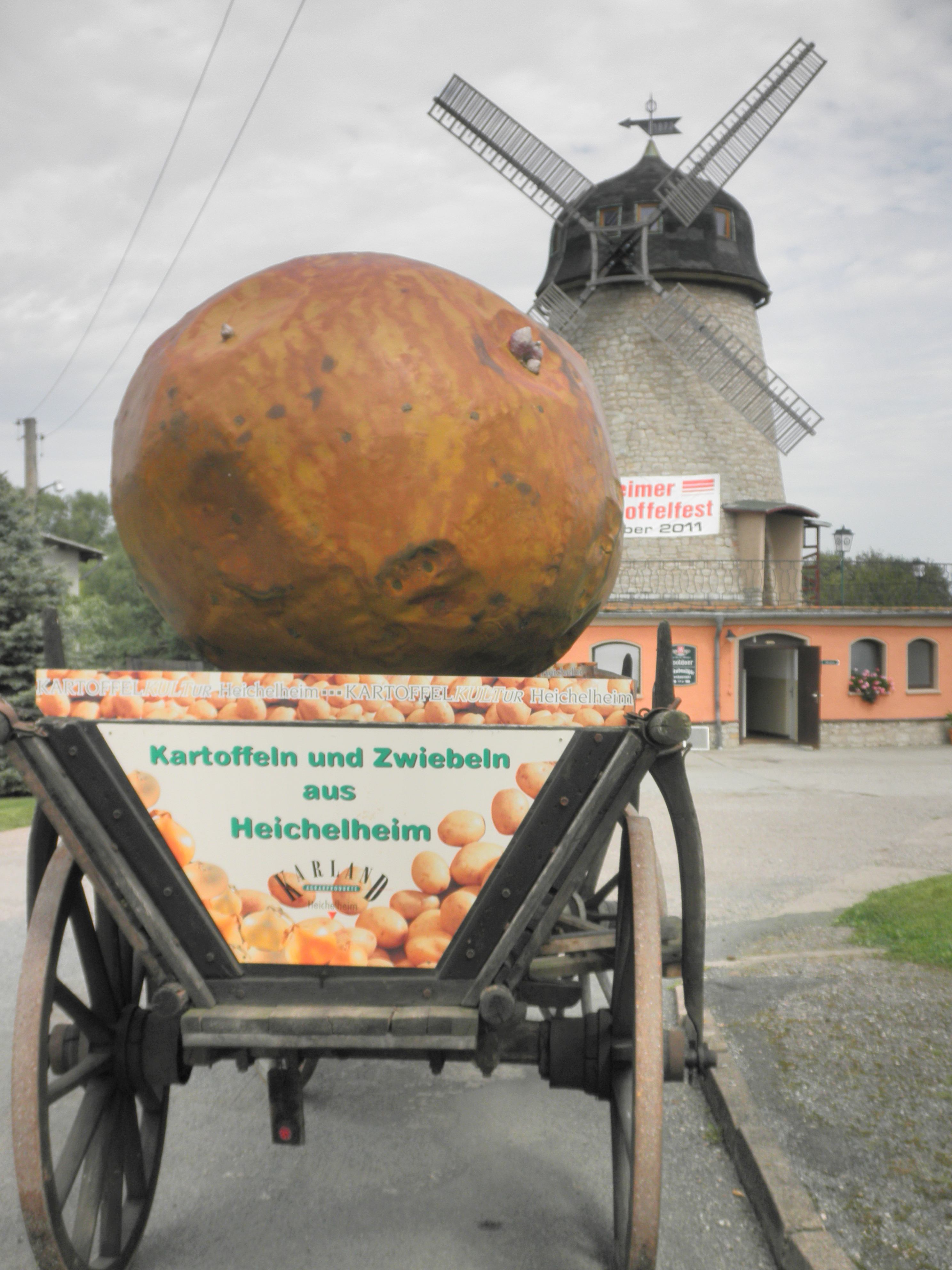